# Paulo Dias de Novais
Paulo Dias de Novais (c. 1510 – Massangano, 9 de Maio de 1589) foi um fidalgo, navegador e explorador português. É considerado como fundador da cidade de Luanda, capital de Angola.

## Biografia
Filho de António Dias de Novais e de sua mulher Joana Fernandes, era neto paterno do navegador Bartolomeu Dias, e foi Escrivão da Fazenda Real e Fidalgo da Casa Real.
A 20 de Dezembro de 1559[carece de fontes?] recebeu instruções para integrar uma Embaixada de Portugal ao Reino de Dongo em 1560, juntamente com religiosos da Companhia de Jesus. Acabou por ficar detido, sendo libertado cinco anos depois, com o auxílio "de uma princesa filha daquele rei" sob a promessa de ir a Portugal arranjar socorro militar contra a campanha iniciada por Quiloango-Quiacongo, um temido rival Quiassamba.[carece de fontes?]
Novais obteve do rei D. Sebastião (1568-1578) uma Carta de Doação (1571), que lhe dava o título de "Governador e Capitão-Mor, conquistador e povoador do Reino de Sebaste na Conquista da Etiópia ou Guiné Inferior", nome pelo qual a região de Angola era então conhecida, ou simplesmente Capitão-Governador Donatário. Partiu de Lisboa em 23 de Outubro de 1574 e desembarcou na chamada Ilha das Cabras (actual Ilha de Luanda) a 11 de Fevereiro de 1575. Ali já existiam cerca de sete povoados e Novais encontrou sete embarcações fundeadas e cerca de quarenta portugueses estabelecidos, enriquecidos com o comércio negreiro, ali refugiados dos Jagas. Acredita-se que já estivessem ali estabelecidos há alguns anos, uma vez que na ilha também existia uma igreja e um padre.
Estabelecendo-se na Ilha das Cabras, Novais recebeu uma embaixada do rei Quiassamba (29 de Junho de 1576), recebendo a permissão deste para se mudar para terra firme, para o antigo morro de São Paulo, onde fundou a povoação de São Paulo de Loanda.
Pelos termos da Carta de Doação recebida, Novais deveria expandir o território para Norte até às margens do rio Dande (Bengo), para o Sul, e para o interior ao longo do curso do rio Cuanza. Tinha ainda a obrigação de construir uma igreja, fortalezas e de doar sesmarias, para assentamento dos colonos. Partiu em direção às terras do Ndongo, em busca das lendárias minas de prata de Cambambe, avançando pelo vale do Cuanza até à sua confluência com o rio Lucala, onde fundou a vila de Nossa Senhora da Vitória de Massangano, em 1583 (ver Fortaleza de Massangano). 
Faleceu em Massangano e lá foi sepultado, defronte da Igreja de Nossa Senhora da Vitória, em túmulo de pedra. As suas cinzas foram mais tarde transladadas para a Igreja dos Jesuítas em Luanda, pelo Governador Bento Banha Cardoso, em 1609.
Foi impressa uma série de notas de 2½ e 5 angolares de Angola com a sua imagem.